# Фарнак II (сатрап Фригии)

Карта деления империи Ахеменидов на сатрапии

Фарнак II (др.-греч. Φαρνάκης;) — персидский сатрап Геллеспонтской Фригии из династии Фарнакидов, правивший в V веке до н. э.

## Биография
Отцом Фарнака был Фарнабаз I.
Фукидид писал о том, что Фарнак в 430 году до н. э. должен был принять участие в переговорах между пелопоннесцами и Артаксерксом I, которые, однако не состоялись из-за интриг афинян.
Согласно Диодору Сицилийскому, зимой 423/422 годов до н. э. Фарнак принял изгнанных с родины делийцев, обвинённых афинянами в заключении тайного соглашения с лакедемонянами. Сатрап Фригии разрешил изгнанникам поселиться в Адрамитионе, что во многом способствовало эллинизации этого города. Фукидид называл причиной насильственного выселения делосцев некое совершённое ими ранее нечестие, но также сообщал о том, что убежище им предоставил Фарнак.
В 414 году до н. э. Аристофан поставил на сцене комедию «Птицы», в которой упоминалось о переговорах афинян с Фарнаком.
Старшим сыном и преемником Фарнака был Фарнабаз II. Однако М. А.-К. Дандамаев считал его сыном Арабаза I. Младший сын Фарнака Багей, согласно античной традиции, изложенной Плутархом и Корнелием Непотом, был убийцей (вместе с братом Фарнака Сузамитрой) Алкивиада.